# タイプ・レコーズ
タイプ・レコーズ(Type Records)は、イギリスのレコードレーベル。テクノの中でもエレクトロニカ、IDM、音響派、ミニマル・ミュージック等、実験的な電子音楽を中心にリリースをしている。所在地はイギリスはバーミンガム。
レコードショップにて出合ったミュージシャンのJohn Xelaと、グラフィックデザイナーのStefan Lewandowskiによって企画されたクラブイベントの成功が、このレーベルの礎となった。更なる可能性を感じた二人は数ヶ月にも及び議論を重ね、Baked Goodsの助力も得て、最終的にはタイプ・レコーズを創設することとなった。

## 所属アーティスト
- RJ Valeo
- Mokira
- Xela
- Deaf Center
- Nacht Plank
- Khonnor
- Julien Neto
- Sickoakes
- Helios